# Paracles cnethocampoides
Paracles cnethocampoides är en fjärilsart som beskrevs av Rothschild 1910. Paracles cnethocampoides ingår i släktet Paracles och familjen björnspinnare. Inga underarter finns listade i Catalogue of Life.